# ハタンポ科

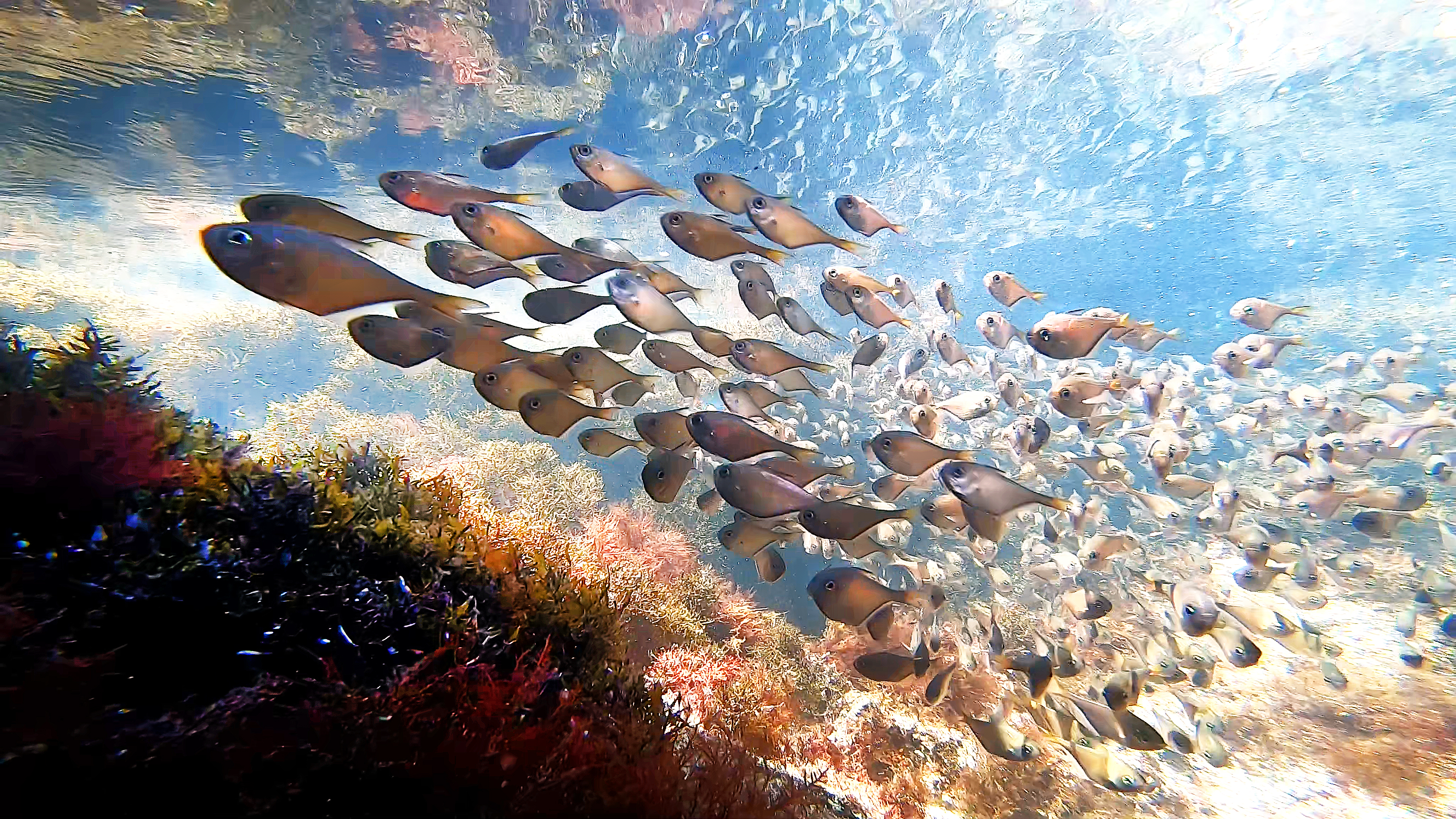
岩礁で群れるハタンポ

ハタンポ科（学名：Pempheridae）は、スズキ目スズキ亜目に所属する魚類の分類群の一つ。キンメモドキ・ツマグロハタンポ・リュウキュウハタンポなど、沿岸性の底生魚を中心に2属32種が所属する。

## 分布・生態
ハタンポ科はインド洋・太平洋および西部大西洋に分布する海水魚のグループで、一部は汽水域にも進出する。温暖な海の沿岸で生活する種類が多く、浅瀬の岩礁が主な住みかとなっている。唐揚げで食べると美味である。
ハタンポ類は一般に夜行性で、昼間は岩陰などで大きな群れを作りながら休んでいる。摂餌は夜間、群れを離れて個別に行われ、動物プランクトンを主に捕食する。

## 形態

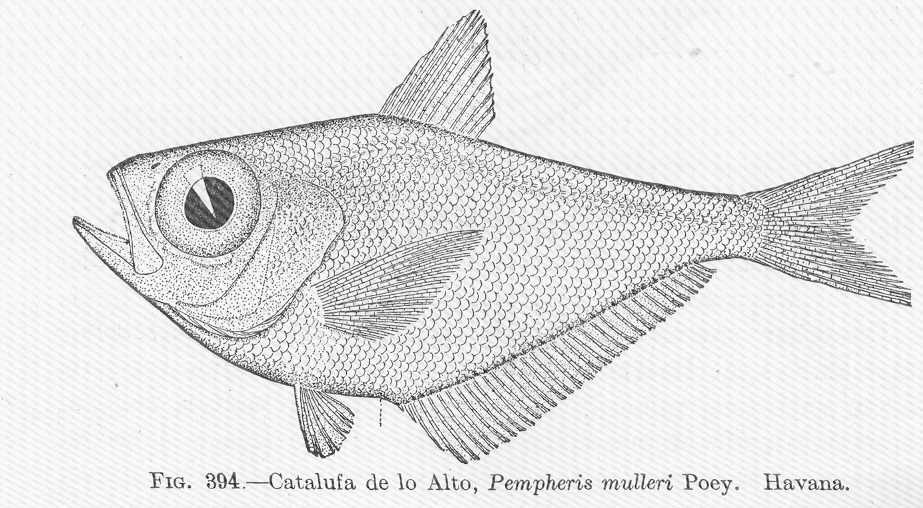
ユメハタンポ（Pempheris oualensis）。高い体高と大きな眼、基底の長い臀鰭が本科魚類の特徴である

ハタンポ科の魚類は著しく側扁した、左右に平たい体型をもつ。全長は最大でも30cm程度と小型だが、腹部はやや突き出しており体高は高い。眼は大きく脂瞼を欠き、上顎の後端は眼の中心を超えない。キンメモドキなど一部の種類は発光器をもち、発光バクテリアを介した共生発光を行う。
背鰭は1つで起始部は体の中心より前方にあり、4-7本の棘条と7-12本の軟条で構成される。臀鰭の丈は低いが基底は長く、2-3棘17-45軟条からなる。側線は尾鰭に達し側線鱗は40-82枚、側線管は幅広で短いことが多い。鰓耙は長く、25-31本。前眼窩骨は滑らかで、椎骨は25個。
ハタンポ属の1種（Pempheris poeyi）のみ浮き袋を欠く。ハタンポ属の浮き袋は脊椎と複合体を形成するほか、鰓弓の構造にも特徴がある。同様の形態は近縁のアオバダイ科にも認められ、両グループの密接な関係を示唆する形質と考えられている。

## 分類
ハタンポ科にはNelson（2016）の体系において、2属32種が認められている。2属（キンメモドキ属とハタンポ属）の区別は、主として体高および全体的な体の大きさに基づいている。Pempheris oualensis に以前は「リュウキュウハタンポ」の和名が当てられていたが、分類学的再検討により本種は「ユメハタンポ」、および P. adusta が新たに「リュウキュウハタンポ」と同定された。

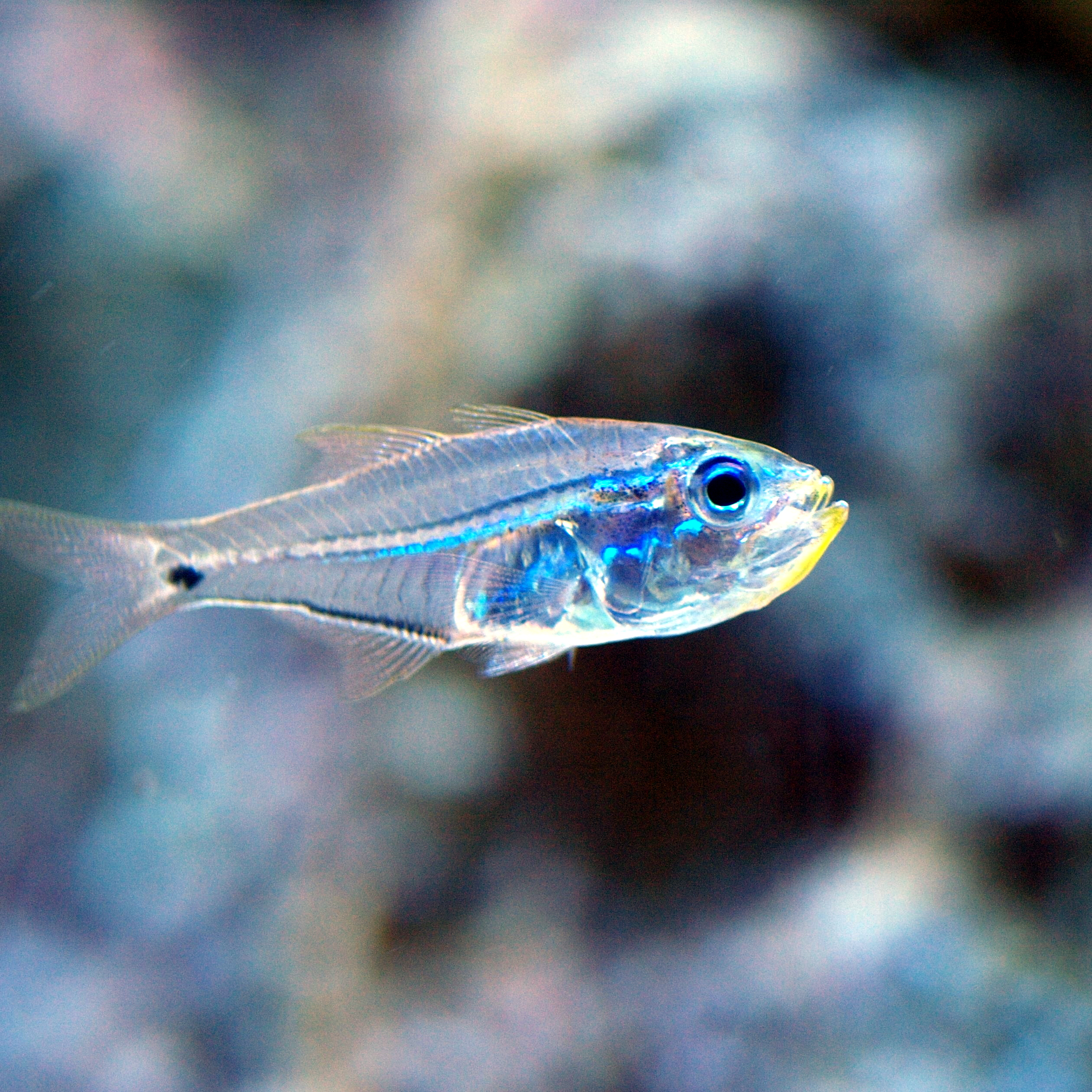
キンメモドキ（Parapriacanthus ransonneti）。日本では定置網などで漁獲され、食用魚として利用される

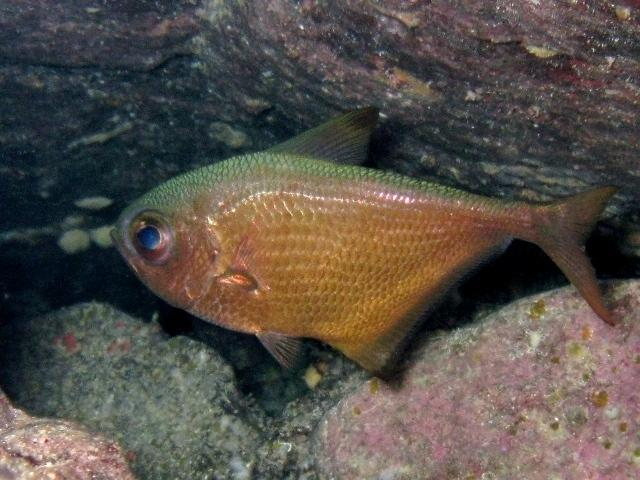
キビレハタンポ（Pempheris vanicolensis）。日本では西表島から報告がある

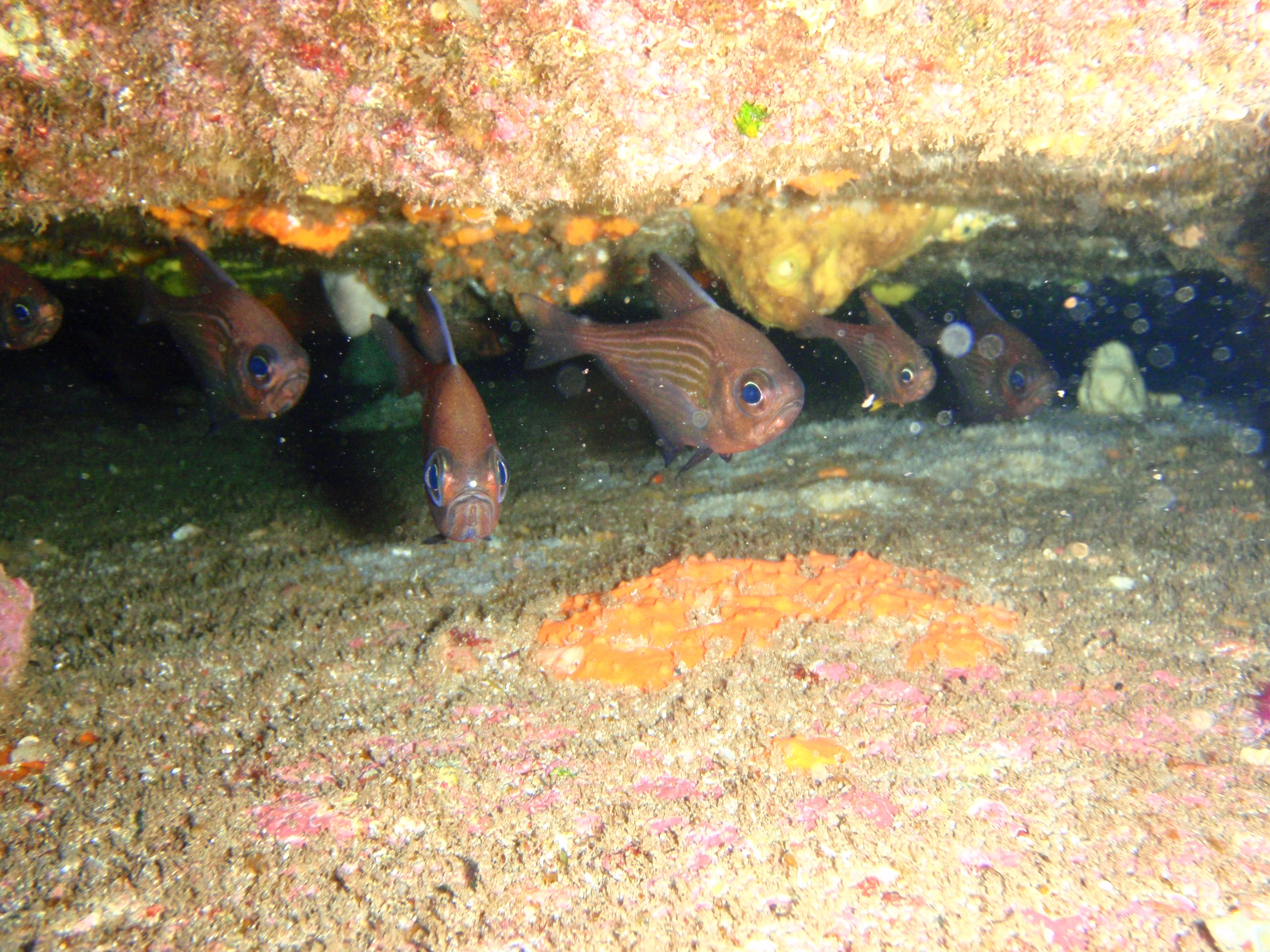
ハタンポ属の1種（Pempheris ornata）。ハタンポ類は昼間、物陰で群れる姿がしばしば観察される

- キンメモドキ属 Parapriacanthus
  - キンメモドキ Parapriacanthus ransonneti
  - Parapriacanthus dispar
  - Parapriacanthus elongatus
  - Parapriacanthus marei
- ハタンポ属 Pempheris
  - キビレハタンポ[6] Pempheris vanicolensis
  - ダイトウハタンポ[6] Pempheris ufuagari
  - ツマグロハタンポ Pempheris japonica
  - ミエハタンポ Pempheris nyctereutes
  - ミナミハタンポ Pempheris schwenkii
  - ユメハタンポ[6] Pempheris oualensis
  - リュウキュウハタンポ Pempheris adusta[7]
  - Pempheris adspersa
  - Pempheris affinis
  - Pempheris analis
  - Pempheris bexillon
  - Pempheris compressa
  - Pempheris klunzingeri
  - Pempheris malabarica
  - Pempheris mangula
  - Pempheris molucca
  - Pempheris multiradiata
  - Pempheris nesogallica
  - Pempheris ornata
  - Pempheris otaitensis
  - Pempheris poeyi
  - Pempheris rapa
  - Pempheris sarayu
  - Pempheris schomburgkii
  - Pempheris schreineri
  - Pempheris tominagai
  - Pempheris xanthoptera
  - Pempheris ypsilychnus